# Полигирос (дем)
Полигирос (на гръцки: Δήμος Πολυγύρου, Димос Полигиру) е дем в област Централна Македония на Република Гърция. Център на дема е едноименният град Полигирос.

## Селища
Дем Полигирос е създаден на 1 януари 2011 година след обединение на четири стари административни единици – демите Антемундас, Зервохория, Ормилия и Полигирос по закона Каликратис.

### Демова единица Антемундас
Според преброяването от 2001 година дем Антемундас (Δήμος Ανθεμούντα) с център в Галатища има 4540 жители и в него влизат следните секции и селища:
- Демова секция Галатища

- град Галатища (Γαλάτιστα, Галатиста)
- село Агия Анастасия (Αγία Αναστασία)
- село Кюркцоглу (Κιουρκτσόγλου)
- манастир Света Анастасия Узорешителница (Μονή Αγίας Αναστασίας Φαρμακολυτρίας)
- село Принохори (Πρινοχώρι, старо Аванти махала)

- Демова секция Вавдос

- село Вавдос (Βάβδος)

- Демова секция Галаринос

- село Галаринос (Γαλαρινός, старо Галерино)

- Демова секция Думбия

- село Думбия (Δουμπιά)

### Демова единица Зервохория
Според преброяването от 2001 година дем Зервохория (Δήμος Ζερβοχωρίων) с център в Палеохора има 3146 жители и в него влизат следните секции и селища:
- Демова секция Палеохора

- град Палеохора (Παλαιοχώρα)

- Демова секция Йероплатанос

- село Йероплатанос (Γεροπλάτανος, старо Топлик)

- Демова секция Кримни

- село Кримни (Κρήμνη)

- Демова секция Маратуса

- село Маратуса (Μαραθούσσα, старо Долна Равна, Като Равна)
- село Платанохори (Πλατανοχώρι, старо Дере махала)

- Демова секция Риза

- село Риза (Ριζά, старо Сопотник, Сепотникия)

### Демова единица Ормилия
Според преброяването от 2001 година дем Ормилия (Δήμος Ορμύλιας) с център в Ормилия има 4745 жители и в него влизат следните секции и селища:
- Демова секция Ормилия

- село Ормилия (Ορμύλια)
- село Ватопеди (Βατοπέδι)
- манастир Благовещение Богородично (Ευαγγελισμός της Θεοτόκου)
- село Неа Сермили (Νέα Σερμύλη)
- село Ниси (Νησί)
- манастир Свети Арсений (Όσιος Αρσένιος)
- село Паралия Ватопедиу (Παραλία Βατοπεδίου)
- село Псакудия (Ψακούδια)

- Демова секция Метаморфоси

- село Метаморфоси (Μεταμόρφωση)
- манастир „Свети Йоан Кръстител“ (Μετόχι)

### Демова единица Полигирос
Според преброяването от 2001 година дем Полигирос има 6232 жители и в него влизат следните секции и селища:
- Демова секция Полигирос

- град Полигирос (Πολύγυρος)
- село Геракини (Γερακινή)
- село Каливес Полигиру (Καλύβες Πολυγύρου)
- село Пателидас (Πατελιδάς)

- Демова секция Агиос Продромос

- село Агиос Продромос (Άγιος Πρόδρομος, старо Решетник, Ресетникия)

- Демова секция Врастама

- село Врастама (Βράσταμα, старо Враста)
- село Кели (Κελλί, старо Провита)
- село Плана (Πλανά)

- Демова секция Олинтос

- село Олинтос (или Неа Олинтос, Όλυνθος, старо Мариана)

- Демова секция Палеокастро

- село Диаставроси Палеокастру (Διασταύρωση Παλαιοκάστρου)
- село Палеокастро (Παλαιόκαστρο, старо Каяджик)

- Демова секция Сана

- село Сана (Σανά)

- Демова секция Таксиархис

- село Таксиархис (Ταξιάρχης, старо Луково, Лукивит)